# Артикуляционная база
Артикуляционная база — совокупность положений речевого аппарата и его артикулирующих движений, характерная для данного языка или диалекта. Ещё А. И. Томсон отмечал в 1910 году, что «в каждом языке существуют общие особенности в артикуляциях, объясняемые главным образом приобретёнными привычками в движениях и связанным с ними развитием соответствующих мускулов». Приобретённый характер артикуляционной базы, воспроизводящейся благодаря передаче языка из поколения в поколение, подчёркивают и другие лингвисты: так, согласно Л. Р. Зиндеру,
С анатомо-физиологической точки зрения принципиальной разницы в строении и функционировании произносительных органов у представителей разных рас или национальностей нет. Разница в этом случае не больше той, которая наблюдается между двумя индивидуумами вообще, независимо от их расовой или национальной принадлежности.
От С. В. Кодзасова идёт представление о том, что «артикуляционная база языка характеризуется не только специфическим укладом надгортанных органов, но и особым положением голосовых связок», характерным для данного языка.

## История понятия
В том или ином виде идея об особенностях голоса, характеризующих произношение в различных языках, обсуждалась в языкознании с XVII века. К концу XIX века эта идея оформилась в работах немецких и английских лингвистов: Генри Суит констатировал в 1890 г., что «в каждом языке есть некоторые общие тенденции, которые определяют его движения и положения, составляя его естественную основу, или артикуляционную основу» (англ. Every language has certain general tendencies which control its organic movements and positions, constituting its organic basis or basis of articulation). При этом объём понятия заметно различался у разных специалистов, делавших акцент или на статике — исходном положении, занимаемом органами речи перед артикуляцией, — или на динамике — особенностях движения речевого аппарата в данном языке.
После того, как в первой половине XX века проблема артикуляционной базы, особенно в англоязычной науке, не встречала серьёзного внимания (вероятно, в силу большего интереса к фонематической проблематике), толчком к возвращению этого понятия в сферу внимания учёных и, в особенности, педагогов стала в 1964 году статья Беатрис Хоникман «Артикуляционные установки» (англ. Articulatory Settings).
Развитием понятия артикуляционной базы является разрабатываемое в работах В. М. Наделяева и его учеников понятие артикуляционно-акустической базы, подразумевающее, что со способностью человеческих сообществ произносить определённый набор звуков (обусловленный артикуляционной базой) коррелирует их способность различать этот набор звуков. Наделяев, в отличие от большинства специалистов, предлагал соотносить артикуляционную базу не с языком, а с этносом, указывая, что этнос может сохранить артикуляционную базу при переходе на другой язык.

## Практическое значение
Хорошее усвоение артикуляционной базы необходимо для овладения правильным произношением изучаемого языка. Перенесение артикуляционной базы одного языка на произношение звуков другого языка приводит к образованию акцента.